# Casa de Nariño
A Casa de Nariño é a residência oficial e principal local de trabalho do Presidente da Colômbia, sendo, ao mesmo tempo, a sede oficial do poder executivo naquele país. Localiza-se na Avenida Jiménez, Carrera 8 A nº 7-26 Bogotá, o edifício foi construído no período compreendido entre 1906 e 1908, arquitetura neoclássica em estilo francês e tem sido a residência executiva de todos Presidentes colombianos desde a presidência de Rafael Núñez, com a única exceção de Gustavo Rojas Pinilla. O edifício foi expandido por Rafael Reyes, que ali se instalou em 1908, com o auxílio do arquitecto Gastón Lelarge.
Em 1954, após a renúncia de Laureano Gómez e a posse de Gustavo Rojas Pinilla como presidente, o Palácio de San Carlos foi eleito sua residência oficial. Sendo a única vez em 100 anos de história que a residência não serve como local oficial do presidente e sua família. Em 1921, durante a presidência de Marco Fidel Suárez, foi construída a chamada Plaza Núñez, praça adjacente que liga a residência ao Capitólio Nacional.

## História

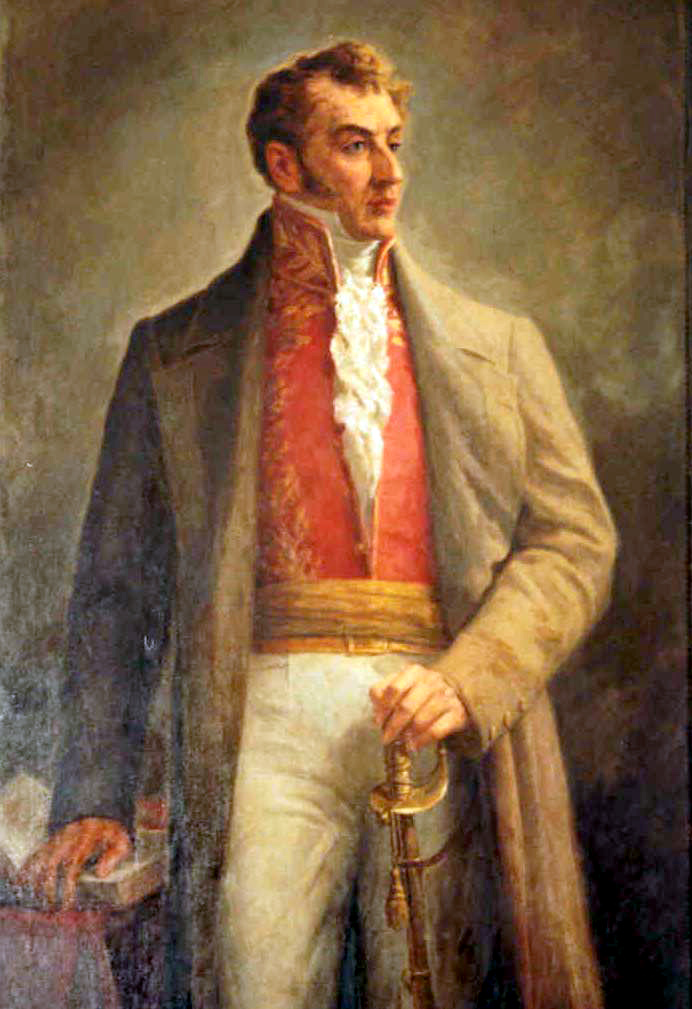
Retrato de Antonio Nariño por Acevedo Bernal.

O edifício original serviu como residência da família Nariño, que foi comprada anos antes por Vicente Nariño, pai de Antonio Nariño, que mais tarde nasceria na residência em 1765.  O edifício serviria como residência oficial durante a presidência de Rafael Núñez, que mais tarde ordenou comprá-lo e transformá-lo na residência presidencial oficial, devido à sua beleza, história, proximidade ao Capitólio Nacional e para fornecer ao país uma residência oficial para o presidente, anteriormente os presidentes costumavam residir em suas casas ou não oficialmente no Palácio de San Carlos, que foi residência oficial de Simón Bolívar e residência oficial dos presidentes entre 1819 e 1886.
Os sucessores de Núñez optaram por não residir nele e residir não oficialmente no Palácio de San Carlos até 1906, quando Rafael Reyes interveio no edifício que foi quase completamente demolido, a nova construção consistindo de um palácio de estilo neoclássico francês foi projetada pelo arquiteto Gastón Llelarge e a intervenção do arquiteto Julián Lombana, a obra ampliou o imóvel até a Carrera Octava, o interior foi reestruturado em dois andares, foram projetados amplos cômodos e sua fachada foi construída em pedra talhada e trabalhada; O trabalho ornamental completo foi realizado pelo suíço Luigi Ramelli. A construção foi concluída em 20 de julho de 1908, dia em que foi oficialmente estabelecida como residência oficial e sede oficial do governo. O prédio passaria por modificações a cada presidente, como a instalação de um heliponto no canto superior esquerdo durante a presidência de Eduardo Santos.
Em 1954, serviu como sede do Ministério das Relações Exteriores por ordem de Gustavo Rojas Pinilla, que escolheu residir no Palácio de San Carlos. Rojas Pinilla argumentou que a mudança se deve a razões estratégicas e de segurança.

## Segurança

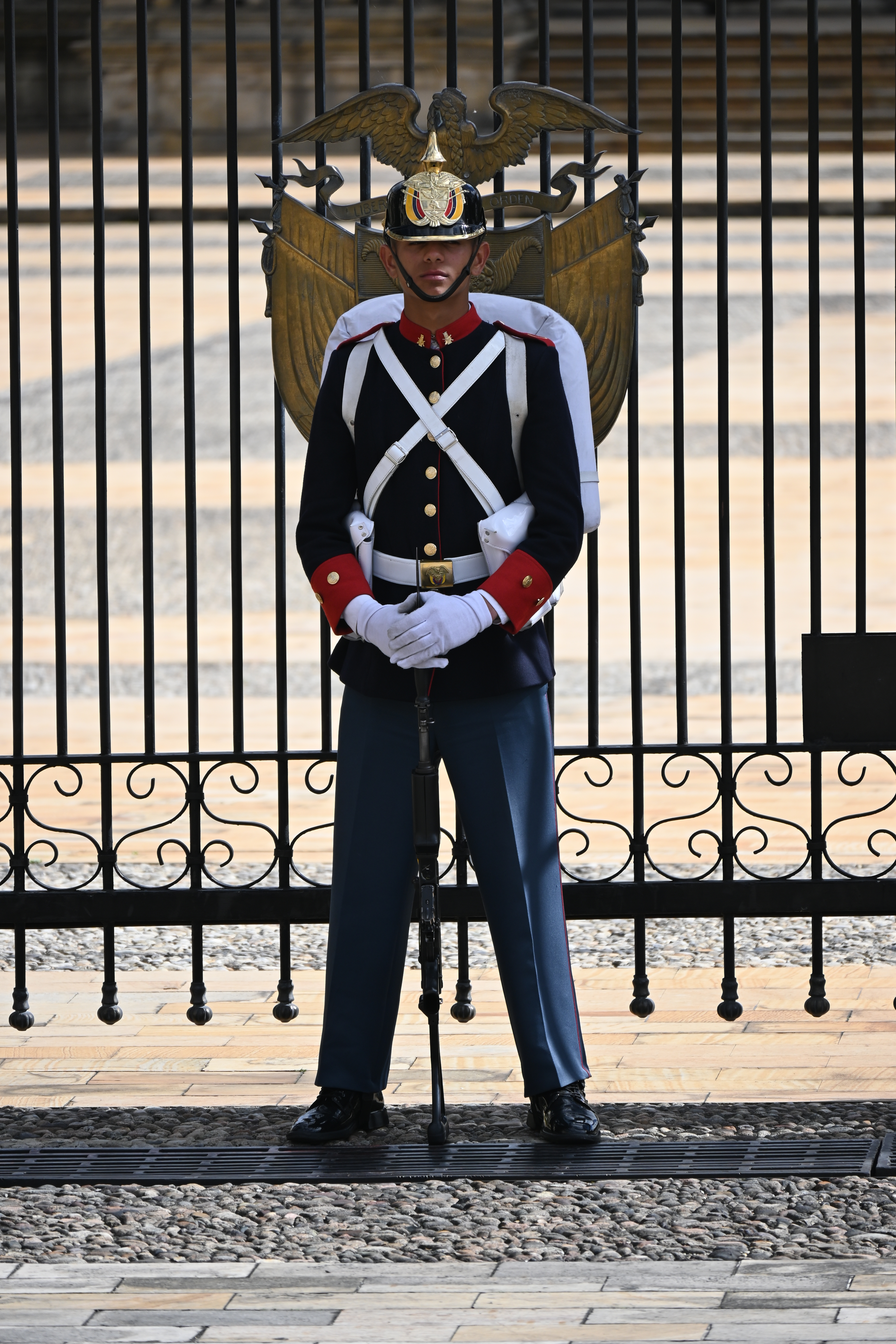
Membro da Companhia de infantaria Córdoba descansando nas grades da Casa de Nariño.

A segurança na Casa de Nariño é fornecida pelo Batalhão de Infantaria 37º Guarda Presidencial, fundado em 1927 por Miguel Abadía Méndez com o objetivo de estabelecer uma unidade de ação rápida que seria responsável por proteger a residência. A unidade foi criada imitando a Guarda de Honra de Simón Bolívar em 1914. A unidade é composta pela companhia de infantaria de Córdoba, a companhia de cavalaria Rondón, a companhia de artilharia Ricaurte e a companhia de engenharia Caldas.
Uma das ações mais notáveis da unidade foi a rápida repulsão dos insurgentes durante os violentos eventos de 9 de abril de 1948, que deram origem ao Bogotazo.